# Chen Shui-bian
Chen Shui-bian (chiń. upr. 陈水扁; chiń. trad. 陳水扁; pinyin Chén Shuǐbiǎn; ur. 12 października 1950) – tajwański polityk, dziesiąty prezydent Republiki Chińskiej.
Urodzony w 1950 roku, choć w oficjalnych dokumentach figuruje data 18 lutego 1951. W latach 80. działacz antykuomintangowskiej opozycji. Członek Demokratycznej Partii Postępowej, w 1989 roku został wybrany deputowanym do Yuanu Ustawodawczego. W latach 1994–1998 burmistrz Tajpej. Wybrany na urząd prezydenta Republiki Chińskiej 20 maja 2000 roku, z wykształcenia prawnik. Urząd pełnił do 20 maja 2008. Zdecydowany zwolennik niepodległości Tajwanu, podczas swojej kadencji wielokrotnie podkreślał odrębność wyspy od Chin i prowadził działania na rzecz „tajwanizacji”, m.in. poprzez usuwanie pozostałości po czasach Czang Kaj-szeka. Ostre kontrowersje wzbudziły m.in. zmiana nazwy i wystroju Hali Pamięci Czang-Kaj-szeka czy zmiana nawiązującej do Czanga nazwy siedziby prezydenta w Tajpej i usunięcie z niej pomnika Sun Jat-sena.
W 2006 roku Tajwanem wstrząsnął skandal korupcyjny, w który zamieszani okazali się urzędujący prezydent, jego żona, krewni i współpracownicy. Otoczenie prezydenta oskarżono o defraudację funduszy przeznaczonych na tzw. dyplomację dolarową, czyli dofinansowywanie ubogich krajów w zamian za zerwanie przez nie kontaktów dyplomatycznych z Chinami. 11 września 2009 roku Chen Shui-bian został uznany za winnego sprzeniewierzenia w czasie sprawowania urzędu w latach 2000–2008 środków finansowych o równowartości 3,15 mln USD ze specjalnego funduszu biura prezydenta Tajwanu. Postawiono mu również zarzut przyjęcia łapówek na łączną sumę 9 mln USD oraz pranie brudnych pieniędzy za pośrednictwem kont w bankach szwajcarskich. Skazano go na dożywocie, złagodzone ostatecznie do wyroku 19 lat więzienia. Podczas pobytu w więzieniu próbował popełnić samobójstwo. W styczniu 2015 roku został zwolniony ze względów zdrowotnych.